# Governo de Gaulle II
Il Governo de Gaulle II è stato in carica dal 21 novembre 1945 al 20 gennaio 1946, per un totale di 1 mese e 30 giorni.

## Cronologia
- 2 novembre 1945: di fronte alle pressioni delle sinistre, De Gaulle rassegna le dimissioni
- 21 novembre 1945: riconfermato presidente del governo dai tripartito, De Gaulle forma il suo secondo esecutivo
  - Nello stesso giorno viene sancito il "patto tripartito" tra comunisti (PCF), cattolici (MRP) e socialisti (SFIO)
- 2 dicembre 1945: nazionalizzazione della Banca di Francia e dei grandi depositi bancari
- 21 dicembre 1945: creazione del Commissariato Generale della Pianificazione (CGP), concernente la creazione di piani quinquennali
- 26 dicembre 1945: la Francia aderisce agli accordi di Bretton Woods; svalutazione del franco al 48%
- 20 gennaio 1946: pressato dalla maggioranza comunista e diffidente verso la nascente Quarta Repubblica, De Gaulle rassegna le dimissioni
- 26 gennaio 1946: nascita del primo governo "tripartito", guidato da Félix Gouin

## Consiglio dei Ministri
Il governo, composto da 16 ministri (oltre al presidente del consiglio), vedeva partecipi:
| Carica                                             | Titolare | Titolare                | Partito |  |
| -------------------------------------------------- | -------- | ----------------------- | ------- |  |
| Presidente del Governo Provvisorio                 |          | Charles de Gaulle       | Nessuno |  |
|                                                    |          |                         |         |  |
| Ministro degli Affari Esteri                       |          | Georges Bidault         | MRP     |  |
| Ministro dell'Interno                              |          | Adrien Tixier           | SFIO    |  |
| Ministro della Giustizia                           |          | Pierre-Henri Teitgen    | MRP     |  |
| Ministro della Difesa Nazionale                    |          | Charles de Gaulle       | Nessuno |  |
| Ministro dell'Economia Nazionale                   |          | François Billoux        | PCF     |  |
| Ministro delle Finanze                             |          | René Pleven             | RGR     |  |
| Ministro della Produzione Industriale              |          | Marcel Paul             | PCF     |  |
| Ministro dei Trasporti e dei Lavori Pubblici       |          | Jules Moch              | SFIO    |  |
| Ministro dell'Istruzione Nazionale                 |          | Paul Giacobbi           | RGR     |  |
| Ministro della Popolazione                         |          | Robert Prigent          | MRP     |  |
| Ministro del Lavoro                                |          | Ambroise Croizat        | PCF     |  |
| Ministro dell'Agricoltura                          |          | François Tanguy-Prigent | SFIO    |  |
| Ministro delle Poste, Telegrafi e Telefoni         |          | Eugène Thomas           | SFIO    |  |
| Ministro dell'Informazione                         |          | André Malraux           | Nessuno |  |
| Ministro della Ricostruzione e dell'Urbanizzazione |          | Raoul Dautry            | Nessuno |  |
| Ministro delle Colonie                             |          | Jacques Soustelle       | RGR     |  |